# Заслужений тренер Республіки Білорусь
Заслужений тренер Республіки Білорусь — державна нагорода Білорусі — почесне звання, яке надається указами Президента Республіки Білорусь.
Звання було встановлено в 1995 року як почесне спортивне звання (тобто відомче). Як почесне звання воно було встановлено Законом Республіки Білорусь від 13 квітня 1995 року «Про державні нагороди Республіки Білорусь».
Почечесне звання «Заслужений тренер Республіки Білорусь» надається:
- висококваліфікованим тренерам-викладачам спорту, у тому числі тим, хто працюють зі спортсменами-інвалідами не менше чотирьох років, — за успішну навчально-тренувальну і виховальну роботу з підготовки видатних спортсменів і команд;

- тренерам національних (збірних) команд Республіки Беларусь, що мають стаж роботи з цими командами не менше чотирьох років, — за безпосередню підготовку і успішний виступ цих команд на Олімпійських іграх, чемпіонатах, першостях і Кубках світу і Європи;

- першим тренерам спортсменів, що досягли відмінних успіхів на Олімпійських іграх, чемпіонатах, першостях і Кубках світу і Європи, які працюють з цими спортсменами не менше двох років починаючи з навчально-тренувального етапу;

- тренерам спортивних шкіл і організацій, що раніше брали безпосередню участь в підготовці переданих до вищої ланки спортсменів, за умови роботи з ними не менше чотирьох років.

## Нагрудний знак

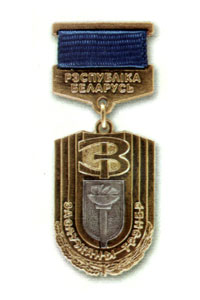
Знак до почесного звання

Знак «Заслужений тренер Республіки Білорусь» являє собою чотирикутник завширшки 20 мм, заввишки разом з вушком 30 мм. Його нижня частина має овальну форму, верхні кути усічені. Силует знаку нагадує бігову доріжку стадіону, у верхній частині розміщені літери «ЗТ», у нижній — гілки дуба і лавру, у центрі знаку — накладка з рельєфним зображенням факела, по овалу бігової доріжки — напис «Заслужений тренер Республіки Білорусь». Зворотна сторона знаку має гладку поверхню.
Знак при помощи вушка і кільця з'єднується з колодкою завширшки 20 мм і заввишки разом з вушком 18 мм. Колодка обтягнута муаровою стрічкою синього кольору. У нижній частині колодки розташований напис «Республіка Білорусь». Колодка уніфікована для трьох видів знаків.
Знак виготовляється з томпаку із позолотою.

## Нагородження

### 1995
25 серпня 1995 звання удостоєні:
- Валерій Нефедов — старший тренер національної збірної команди Республіки Білорусь з легкої атлетики.
- Микола Параховський — старший тренер національної збірної команди Республіки Білорусь з легкої атлетики.
- Юрій Тарасюк — старший тренер національної збірної команди Республіки Білорусь з легкої атлетики.

### 1997
24 грудня 1997 звання удостоєний:
- Віктор Семенов — старший тренер спеціалізованої дитячо-юнацької школи олімпійського резерву плавання спортивного клубу «Трактор».

### 1998
2 липня 1998 звання удостоєні:
- Віктор Внучкін — тренер з боротьби дзюдо Гомельської обласної школи вищої спортивної майстерності.
- Анатолій Усенко — старший тренер національної команди Республіки Білорусь з міні-футболу інвалідів по зору.

9 вересня 1998 звання удостоєна:
- Тетяна Ненашева — тренер національної команди Республіки Білорусь з художньої гімнастики.

### 1999
3 березня 1999 звання удостоєний:
- Андрій Вількін — старший викладач кафедри фізичного виховання і спорту.

5 травня 1999 звання удостоєні:
- Алла Димчегло — старший тренер-викладач дитячо-юнацької спортивної школи № 1 м. Солігорська.
- Володимир Меленчук — головний тренер хокейного клубу «Полімір» м. Новополоцька, тренер національної збірної команди Республіки Білорусь з хокею.
- Володимир Русських — тренер-викладач спеціалізованої дитячо-юнацької спортивної школи олімпійського резерву м. Новополоцька.

### 2003
12 лютого 2003 звання удостоєний:
- Віктор Мухляд — старший тренер національної команди Республіки Білорусь з міні-футболу інвалідів по зору об'єднаного підприємства «Центр олімпійської підготовки» громадського об'єднання «Білоруське товариство інвалідів по зору».

### 2008
24 листопада 2008 звання удостоєна:
- Тамара Шиманська — головний тренер національної команди Республіки Білорусь з інваспорту.